# روي لاينغ
روي لاينغ (بالإنجليزية: Roy Laing)‏ هو لاعب كرة قدم أسترالية أسترالي، ولد في 4 أبريل 1893، وتوفي في 11 أبريل 1972.

## وصلات خارجية
- روي لاينغ على موقع AustralianFootball.com (الإنجليزية)
- روي لاينغ على موقع AFLtables.com (الإنجليزية)